# Konventionen om pensionsförsäkring vid jordbruksarbete
Konventionen om pensionsförsäkring vid jordbruksarbete (ILO:s konvention nr 36 angående pensionsförsäkring vid jordbruksarbete, Convention concerning Compulsory Old-Age Insurance for Persons Employed in Agricultural Undertakings) är en konvention som antogs av Internationella arbetsorganisationen (ILO) den 29 juni 1933 i Genève. Konventionen ställer krav på medlemsstaterna att tillhandahålla ett fungerande system för pensionsförsäkring för jordbruksarbetare. Konventionen består av 30 artiklar.

## Ratificering
Konventionen har ratificerats av 10 stater.